# Severnoamerički plan numeracije
Severnoamerički plan numeracije (NANP) je raspodela pozivnih telefonskih brojeva za dvadeset pet regiona u dvadeset zemalja, prvenstveno u Severnoj Americi i na Karibima. Ova grupa je istorijski poznata kao Svetska zona 1 i ima telefonski kod zemlje 1. Neke zemlje Severne Amerike, pre svega Meksiko, ne učestvuju u NANP-u.
Koncepti koji su u osnovi NANP-a prvobitno su osmišljeni tokom 1940-ih od strane Američke telefonske i telegrafske kompanije (AT&T) za Bel Sistem i nezavisne telefonske kompanije u Severnoj Americi u okviru operaterskog biranja brojeva. Prvi korak je bio da se objedine različiti lokalni planovi numerisanja telefona koji su uspostavljeni u prethodnim decenijama, sa ciljem da se ubrza vreme završetka poziva i smanje troškovi za međugradske pozive, smanjenjem ručnog rada operatera centrala. Na kraju je pripremio kontinent za direktno biranje međugradskih poziva od strane korisnika, što je prvi put bilo moguće 1951. godine, a proširilo se širom zemlje u decenijama koje su sledile. AT&T je nastavio da upravlja kontinentalnim planom numeracije i tehničkom infrastrukturom sve do raspada sistema Bel, kada je administracija delegirana Severnoameričkom administratoru plana numeracije (NANPA), usluga koju je od privatnog sektora nabavila Federalna komisija za komunikacije (FCC) u Sjedinjenim Državama. Svaka zemlja učesnica formira regulatorno telo koje ima plenarnu kontrolu nad lokalnim resursima za numerisanje. FCC takođe služi kao američki regulator. Odluke o kanadskom numerisanju donosi Konzorcijum kanadske administracije numeracije.
NANP deli teritorije svojih članova na oblasti plana numeracije (NPA) koje su numerički kodirane trocifrenim prefiksom telefonskog broja, koji se obično naziva pozivnim brojem. Svakom telefonu se dodeljuje sedmocifreni telefonski broj jedinstven samo u okviru odgovarajuće oblasti plana numeracije. Telefonski broj se sastoji od trocifrenog koda centrale i četvorocifrenog broja stanice. Kombinacija pozivnog broja i telefonskog broja služi kao odredišna adresa za rutiranje u javnoj komutiranoj telefonskoj mreži (PSTN). Severnoamerički plan numeracije je u skladu sa Preporukom Međunarodne unije za telekomunikacije (ITU) E.164, koja uspostavlja međunarodni okvir za numerisanje.

## Spoljašnje veze
- Official website Архивирано на веб-сајту  (20. јануар 2022)